# Reacción de acoplamiento A3
La reacción de acoplamiento A3 (también conocida como acoplamiento A3 o Reacción aldehído-alquino-amina), nombrada así por el profesor Chao-Jun Li de la Universidad McGill, es un tipo de reacción multicomponente que involucra un aldehído, un alquino y una amina, las cuales reaccionan para dar una propargil-amina.

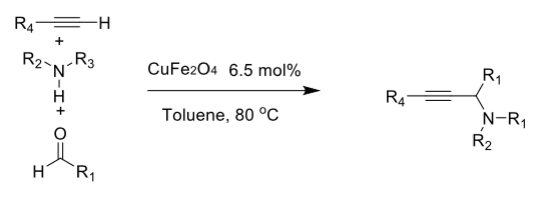
Esquema de reacción del acoplamiento A3

La reacción procede mediante una condensación deshidratante y requiere un catalizador metálico, usualmente basado en una aleaciónrutenio/cobre, oro o plata. Se pueden utilizar catalizadores quirales para dar una reacción enantioselectiva, dando como resultado una amina quiral. Se puede llevar a cabo en agua como disolvente. En el ciclo catalítico, el metal activa el alquino para formar un acetiluro metálico; por otro lado, la amina y el aldehído reaccionan para dar una imina, la cual reacciona con el acetiluro en una adición nucleofílica. Esta reacción fue reportada independientemente por tres grupos de investigación entre 2001 y 2002, aunque en 1953 se reportó una reacción similar.
Si los sustituyentes de la amina tienen un hidrógeno alfa presente y se utiliza un catalizador de zinc o cobre, la reacción puede continuar con una transferencia de hidruro y una fragmentación para dar un aleno en una reacción de Crabbé.

## Reacción A3 descarboxilativa
Una variación de esta reacción es el llamado acoplamiento descarboxilativo A3. En el cual, la amina es reemplazada por un aminoácido. La imina por lo tanto, se isomeriza y el grupo alquino se coloca en la otra posición alfa disponible respecto al nitrógeno. Esta reacción requiere un catalizador de cobre. El acoplamiento redox A3 da el mismo producto pero los reactivos utilizados son, de nuevo, un aldehído, una amina y un alquino como en la reacción regular.